# Löwen Play
Die Löwen Play GmbH ist ein deutscher Spielhallen-Betreiber mit Sitz in Bingen am Rhein. Von rund 2500 Beschäftigten werden die 370 Spielstätten betreut und circa 250 Millionen Euro Umsatz generiert. Die größten Mitbewerber sind die Gauselmann-Gruppe und die Schmidt-Gruppe.

## Geschichte
Ende der 70er Jahre betrieb die Firma Löwen Automaten erste Spielcenter als „Testmärkte“ für die Produktentwicklung. Bis Anfang der 80er Jahre war der wirtschaftliche Erfolg dieser Spielstätten so groß, dass sich der Bereich Automatenaufstellung zu einem eigenständigen Segment im Unternehmen entwickelte. Durch den Zukauf regionaler Automatenaufstellunternehmen und die zusätzliche Expansion weiterer Spielhallen stieg die Anzahl an Spielstätten stetig. Um Synergieeffekte optimal nutzen zu können, fusionierten die Firmen 1990 schließlich zu Löwen Play, deren Wort-Bild-Marke „Löwen Play“ bereits Mitte der 80er Jahre am Markt positioniert wurde.
Die niederländische ABN Amro Capital erwarb 2001 Löwen Play. Zwischen 2006 und 2008 war der Finanzinvestor Waterland Private Equity Mehrheitseigentümer. Seit 2008 gehört Löwen Play der Private-Equity-Beteiligungsgesellschaft Ardian Investment, mittelbar gehalten durch Safari Holding GmbH.

## Geschäftstätigkeit
Neben den herkömmlichen Geldgewinnspielgeräten finden sich in den meisten Spielhallen noch weitere Unterhaltungsangebote. Hierzu zählen Unterhaltungsspielgeräte ohne Geldgewinnmöglichkeiten wie die DSL-Internet-Terminals sowie Sportgeräte und Sportautomaten wie beispielsweise Billardtische, Air-Hockey, Tischfußball, und Flipperautomaten.